# LGBT práva v Texasu

Duhová mapa Texasu

Lesby, gayové, bisexuálové a translidé (LGBT) se v Texasu setkávají s právními komplikacemi a diskriminací, s nimiž ostatní nemají zkušenost. Stát odmítá respektovat právo gayů a leseb na sňatek s odvoláním se na svojí ústavu. 26. června 2015 shledal Nejvyšší soud USA v kauze Obergefell vs. Hodges tento ústavní zákaz nekompatibilním s federální ústavou. Navzdory tomuto Texas dosud tato omezení nezrušil. Texaské zákony proti zločinům z nenávisti zahrnují i sexuální orientaci. Nejsou známa žádná data o proběhlém trestním řízení. Na genderovou identitu tato legislativa nepamatuje. Neexistuje žádný celostátní zákon zakazující anti-LGBT diskriminaci. Některé lokality však mají své vlastní vyhlášky, které poskytují LGBT komunitě určité benefity a právní uznání. V praxi nejsou moc uplatňovány. 

## Souhrnný přehled
| Legální stejnopohlavní stykSame-sex sexual activity legal            | (2003)                                                                   |
| Stejný věk legální způsobilosti k pohlavnímu styku pro obě orientace | Yes                                                                      |
| Zákony proti homofobní diskriminaci                                  | Některá města garantují určitou ochranu. Nejsou případy jejího vymáhání. |
| Zákony proti transfobní diskriminaci                                 | Některá města garantují určitou ochranu. Nejsou případy jejího vymáhání. |
| Zákony proti homofobním zločinům z nenávisti                         | Nevymáhány                                                               |
| Zákony proti transfobním zločinům z nenávisti                        | No                                                                       |
| Registrované partnerství párů stejného pohlaví                       | No                                                                       |
| Adopce dítěte partnera                                               | [ 1 ]                                                                    |
| Společná adopce dětí stejnopohlavními páry                           | [ 1 ]                                                                    |
| Přístup k umělému oplodnění pro lesby                                | Yes                                                                      |
| Stejnopohlavní manželství                                            | (26. červen 2015) (ačkoliv Texas popírá jeho platnost)                   |
| MSM smějí darovat krev                                               | No                                                                       |